# Rose Rollins

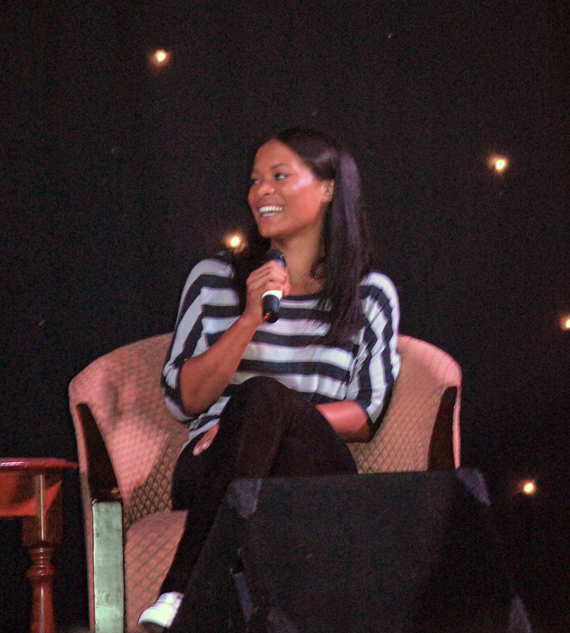
Rose Rollins enquanto oradora numa convenção de fãs, no Reino Unido (2009).

Rose Rollins (30 de abril de 1978) é uma atriz e modelo estadunidense, nascida em Berkeley, California.

## Biografia
Rollins, antes de se mudar para Los Angeles, teve uma carreira de sucesso como modelo em Nova York, trabalhando em inúmeras campanhas e comerciais. A famosa série de TV The West Wing lançou oficialmente Rose como atriz no papel de Susanne, assistente da personagem de Allison Janney, CJ Cregg. Desde então, Rollins tem aparecido em várias outras séries como "Dr. Vegas" e "In Justice" e também em filmes como Mission: Impossible III dentre outros..
Em 2007 Rose Rollins entrou para o elenco fixo da série de TV The L Word interpretando a lésbica Tasha Williams, uma Capitã da Guarda Nacional dos Estados Unidos. Sua personagem permitiu discussões como os motivos da guerra no Iraque e relacionamentos interraciais.
Rose também trabalhou com Angela Robinson, diretora de The L Word. Nesse trabalho, ela pode ser vista como Monique na série do site OurChart.com chamada Girltrash.